# Омбрумеснил
Омбрумеснил (фр. Ambrumesnil) насеље је и општина у северној Француској у региону Горња Нормандија, у департману Приморска Сена која припада префектури Дјеп.
По подацима из 2011. године у општини је живело 517 становника, а густина насељености је износила 100,58 становника/km². Општина се простире на површини од 5,14 km². Налази се на средњој надморској висини од 82 метара (максималној 88 m, а минималној 11 m).

## Демографија
| 1962. | 1968. | 1975. | 1982. | 1990. | 1999. | 2011. |
| ----- | ----- | ----- | ----- | ----- | ----- | ----- |
| 348   | 358   | 326   | 363   | 401   | 450   | 517   |

График промене броја становника у току последњих година